# Carlo Rosa (calciatore)
Carlo Rosa (Thiene, 20 gennaio 1909 – Thiene, 20 novembre 1973) è stato un calciatore italiano, di ruolo attaccante.

## Carriera
Giocò per due stagioni in Serie A con la Triestina.

## Palmarès
- Serie B: 1

Genova 1893: 1934-1935